# Società Ginnastica Gallaratese 1945-1946
Questa voce raccoglie le informazioni riguardanti la Società Ginnastica Gallaratese nelle competizioni ufficiali della stagione 1945-1946.

## Rosa
| N. |                   | Ruolo | Calciatore          |
| -- | ----------------- | ----- | ------------------- |
|    | Italia (bandiera) | D     | Aldo Andreani       |
|    | Italia (bandiera) | D     | Umberto Boniardi    |
|    | Italia (bandiera) | P     | Franco Cardani      |
|    | Italia (bandiera) | D     | Cattaneo            |
|    | Italia (bandiera) | D     | Chesi               |
|    | Italia (bandiera) | A     | Francesco Cremaschi |
|    | Italia (bandiera) | C     | Rubens Fadini       |
|    | Italia (bandiera) | A     | Edoardo Gasparetti  |
|    | Italia (bandiera) | C     | Vittorio Ghirlanda  |
|    | Italia (bandiera) | C     | Rino Lattuada       |

| N. |                   | Ruolo | Calciatore             |
| -- | ----------------- | ----- | ---------------------- |
|    | Italia (bandiera) | A     | Monterzini             |
|    | Italia (bandiera) | C     | Carlo Morosi           |
|    | Italia (bandiera) | C     | Luigi Palladini        |
|    | Italia (bandiera) | D     | Gian Emilio Piazza     |
|    | Italia (bandiera) | D     | Santini                |
|    | Italia (bandiera) | D     | Mario Simontacchi (II) |
|    | Italia (bandiera) | C     | Ivo Tesi               |
|    | Italia (bandiera) | C     | Luigi Tornaghi         |
|    | Italia (bandiera) | D     | Miro Tremolada         |
|    | Italia (bandiera) | C     | Danilo Venturi         |

## Statistiche

### Statistiche dei giocatori
| Giocatore      | Serie B-C Alta Italia | Serie B-C Alta Italia | Totale   | Totale |
| Giocatore      | Presenze              | Reti                  | Presenze | Reti   |
| -------------- | --------------------- | --------------------- | -------- | ------ |
| A. Andreani    | 5                     | 0                     | 5        | 0      |
| E. Bolchini    | 0                     | 0                     | 0        | 0      |
| U. Boniardi    | 1                     | 0                     | 1        | 0      |
| F. Cardani     | 22                    | -29                   | 22       | -29    |
| F. Casirago    | 0                     | 0                     | 0        | 0      |
| Cattaneo       | 16                    | 0                     | 16       | 0      |
| F. Cremaschi   | 1                     | 0                     | 1        | 0      |
| R. Fadini      | 6                     | 0                     | 6        | 0      |
| E. Gasparetti  | 12                    | 4                     | 12       | 4      |
| V. Ghirlanda   | 20                    | 3                     | 20       | 3      |
| A. Lattuada    | 8                     | 1                     | 8        | 1      |
| F. Montersino  | 14                    | 1                     | 14       | 1      |
| C. Morosi      | 11                    | 0                     | 11       | 0      |
| L. Palladini   | 10                    | 1                     | 10       | 1      |
| G. Piazza      | 12                    | 0                     | 12       | 0      |
| Santini        | 19                    | 1                     | 19       | 1      |
| M. Simontacchi | 12                    | 0                     | 12       | 0      |
| I. Tesi        | 11                    | 0                     | 11       | 0      |
| L. Tornaghi    | 19                    | 1                     | 19       | 1      |
| M. Tremolada   | 22                    | 0                     | 22       | 0      |
| Vassalli       | 4                     | 0                     | 4        | 0      |
| D. Venturi     | 17                    | 5                     | 17       | 5      |
| G. Zaro        | 0                     | 0                     | 0        | 0      |